# TELE+ Nero
TELE+ Nero è stato un canale televisivo italiano a pagamento prodotto da Tele+.

## Storia
Nato nel 1997 da TELE+1 a seguito del rilancio dell'azienda, la sua programmazione era costituita principalmente da film trasmessi senza interruzioni pubblicitarie. Il 31 luglio 2003 è stato sostituito da Sky Sport 1, che per quattro mesi e mezzo (fino al 16 dicembre 2003) fu provvisoriamente diffuso sulla rete terrestre (criptato in Irdeto, quindi fruibile dai residuali abbonati analogici) fino alla cessione delle frequenze per via del divieto comunitario per Sky Italia di operare via terrestre fino al 2012.

## Programmi
La programmazione era composta da film italiani ed esteri, importanti eventi sportivi in esclusiva e in diretta, insieme alla produzione mondiale di documentari, a serie e miniserie di grande successo e programmi dedicati allo sport, al cinema e alla cultura.